# San Juan de Quillaques
San Juan de Quillaques es una localidad del departamento Susques, en la Provincia de Jujuy, Argentina.
Se encuentra en la zona del Altiplano muy cerca del Paso de Jama, en el límite con Chile.

## Población
Cuenta con 75 habitantes (Indec, 2001), lo que representa un descenso del 31,8 % frente a los 110 habitantes (Indec, 1991) del censo anterior.

## Defensa Civil

### Sismicidad
La sismicidad del área de Jujuy es frecuente y de intensidad baja, y un silencio sísmico de terremotos medios a graves cada 40 años.
- Sismo de 1863: aunque dicha actividad geológica catastrófica, ocurre desde épocas prehistóricas, el terremoto del 4 de enero de 1863 (162 años),[2] señaló un hito importante dentro de la historia de eventos sísmicos jujeños, con 6,4 Richter. Pero nada cambió extremando cuidados y/o restringiendo códigos de construcción.[1]
- Sismo de 1948: el 25 de agosto de 1848 (176 años) con 7,0 Richter, el cual destruyó edificaciones y abrió numerosas grietas en inmensas zonas[2][1]
- Sismo de 2009: el 6 de noviembre de 2009 (15 años) con 5,6 Richter